# 波默斯
波默斯（法語：Pommeuse，法語發音：[pɔmøz] ⓘ）是法国塞纳-马恩省的一个市镇，属于莫城区。

## 地理
波默斯（48°48'57"N, 3°0'57"E）面积12.8 平方千米，位于法国法蘭西島大區塞纳-马恩省，该省份为法国北部内陆省份，北起瓦兹省，西接埃松省、马恩河谷省、塞纳-圣但尼省和瓦兹河谷省，南至卢瓦雷省，东南接约讷省，东临马恩省和奥布省，东北接埃纳省。
与波默斯接壤的市镇（或旧市镇、城区）包括：法尔穆捷、莫兰河畔拉塞勒、日尔穆捷、盖拉尔、布里地区迈松塞勒、穆鲁、圣奥古斯坦。

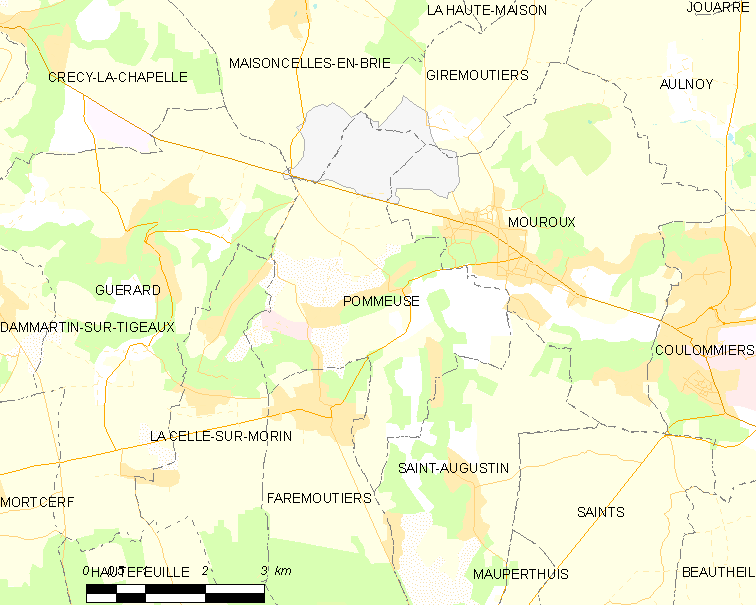
波默斯的OSM定位图

波默斯的时区为UTC+01:00、UTC+02:00（夏令时）。

## 行政
波默斯的邮政编码为77515，INSEE市镇编码为77371。

## 政治
波默斯所属的省级选区为丰特奈-特雷西尼县。

## 人口

1962-2008年间波默斯人口变化图示

波默斯于2022年1月1日时的人口数量为3039人。